# Mount Rouge
Mount Rouge (französisch Massif Rouge ‚Rotes Massiv‘, im Vereinigten Königreich Mount Mellanby) ist ein rund 1200 m hoher und markanter Berg an der Graham-Küste des Grahamlands im Norden der Antarktischen Halbinsel. Er ragt zwischen dem Funk- und dem Cadman-Gletscher am Kopfende der Beascochea-Bucht auf.
Jean-Baptiste Charcot, Leiter der Fünften Französischen Antarktisexpedition (1908–1910), gab ihm seinen deskriptiven Namen. Das Advisory Committee on Antarctic Names übertrug diesen 1965 in angepasster Form ins Englische. Das UK Antarctic Place-Names Committee benannte ihn dagegen 1959 nach dem britischen Biochemiker Edward Mellanby (1884–1955), dessen Arbeiten über die Rachitis zur Entdeckung des Vitamin D beitrugen.